# Saison 2009 de l'équipe cycliste Milram
La saison 2009 de l'équipe cycliste Milram est la quatrième de l'équipe.

## Préparation de la saison 2009

### Arrivées et départs
L'équipe enregistre le départ de 14 coureurs, dont l'Allemand Erik Zabel qui prend sa retraite, mais autant d'arrivées, parmi lesquelles celles du Néerlandais Servais Knaven en provenance de la formation Columbia, qui doit « nous aider à placer nos meilleurs coureurs au bon endroit au bon moment pendant les classiques de printemps », selon le manager de l'équipe, Gerry van Gerwen et de Paul Voss, un jeune spécialiste du cyclo-cross allemand, mais aussi deuxième des championnats d'Europe de cyclisme sur route espoirs 2008.
Huit coureurs de l'ancienne équipe allemande Gerolsteiner, qui disparaît fin 2008, rejoignent également la formation Milram. C'est notamment le cas de l'Autrichien Peter Wrolich, des Allemands Robert Förster, dont on attend quelques victoires au sprint et Ronny Scholz, un équipier expérimenté.
| Arrivées            | Équipe 2008      |
| ------------------- | ---------------- |
| Gerald Ciolek       | Columbia         |
| Robert Förster      | Gerolsteiner     |
| Markus Fothen       | Gerolsteiner     |
| Thomas Fothen       | Gerolsteiner     |
| Johannes Fröhlinger | Gerolsteiner     |
| Linus Gerdemann     | Columbia         |
| Servais Knaven      | Columbia         |
| Thomas Rohregger    | Elk Haus-Simplon |
| Matthias Russ       | Gerolsteiner     |
| Ronny Scholz        | Gerolsteiner     |
| Wim Stroetinga      | Ubbink-Syntec    |
| Paul Voss           | 3C Gruppe        |
| Fabian Wegmann      | Gerolsteiner     |
| Peter Wrolich       | Gerolsteiner     |

| Départs            | Équipe 2009                                     |
| ------------------ | ----------------------------------------------- |
| Volodymyr Dyudya   | ISD                                             |
| Sergio Ghisalberti |                                                 |
| Ralf Grabsch       | Directeur sportif Milram                        |
| Andriy Grivko      | ISD                                             |
| Dennis Haueisen    | retraite                                        |
| Matej Jurčo        |                                                 |
| Brett Lancaster    | Cervélo Test                                    |
| Alberto Ongarato   | LPR Brakes-Farnese Vini                         |
| Enrico Poitschke   | retraite                                        |
| Elia Rigotto       | Serramenti PVC Diquigiovanni-Androni Giocattoli |
| Fabio Sabatini     | Liquigas                                        |
| Sebastian Schwager | retraite                                        |
| Marco Velo         | Quick Step                                      |
| Erik Zabel         | retraite                                        |

### Objectifs
Après une saison 2008 difficile, marquée par seulement 9 victoires, l'équipe allemande Milram commence la saison 2009 de cyclisme avec pour leaders Linus Gerdemann et Gerald Ciolek, deux jeunes espoirs du cyclisme allemand, arrivant tous deux de l'équipe Columbia. Le premier doit être le leader de l'équipe sur le prochain Tour de France, après une saison marquée par une longue indisponibilité pour blessure, mais aussi par une victoire sur le Tour d'Allemagne. Le second, spécialiste des sprints, a quitté son équipe précédente, où il était au service de Mark Cavendish pour gagner en indépendance.

## Déroulement de la saison
En février, l'équipe Milram participe au Tour du Qatar, ainsi qu'à plusieurs courses en Espagne et au Portugal. Dès le 12 février 2009, Gerald Ciolek remporte le Trofeo Calvia, la première victoire de la saison pour l'équipe, pour sa première course. L'équipe obtient plusieurs autres podiums au cours du mois de février, mais pas d'autre victoire. Elle n'en obtient pas non plus en mars, mais parvient à placer plusieurs de ses coureurs dans les dix premiers des courses du ProTour. Ainsi, Linus Gerdemann termine 7e de Tirreno-Adriatico, et Peter Velits 10e de Milan-San Remo. Fabian Wegmann obtient également plusieurs podiums sur les courses de préparation aux classiques.
Au cours du mois d'avril, l'équipe obtient sa 2e victoire de la saison, une victoire d'étape de Robert Förster sur le Tour de Turquie, mais ne parvient qu'une fois à placer un de ses coureurs parmi les dix premiers d'une classique. Ainsi, Christian Knees, après avoir terminé 11e du Tour du Pays basque, prend la 10e place de l'Amstel Gold Race.
En mai, Milram participe au Tour d'Italie avec peu d'ambitions. Tandis que Förster et Markus Fothen doivent chercher à remporter une étape, l'Autrichien Thomas Rohregger, qui n'a jamais participé à un grand tour, est le leader de l'équipe et vise « une bonne place au classement final ». Il terminera 29e. Pendant ce temps, Milram accumule plusieurs victoires sur les courses du calendrier continental européen : Wegmann gagne le Grand Prix de Francfort, Gerdemann le Tour de Bavière, Velits le Grand Prix du canton d'Argovie, et enfin Niki Terpstra deux victoires d'étapes en juin, dont une sur le Critérium du Dauphiné libéré.
Sur le Tour de France, Milram obtient quelques accessits, mais pèse peu sur la course. Johannes Fröhlinger et Ciolek montent chacun sur le podium d'une étape, et Knees, Gerdemann et Velits terminent respectivement 19e, 24e et 32e de la course.
Malgré une fin de saison réussie pour Ciolek, marquée par une deuxième place à la Vattenfall Cyclassics et une victoire d'étape sur le Tour d'Espagne, l'équipe Milram termine la saison avec seulement neuf victoires, soit une de moins que la saison précédente, que la presse qualifiait déjà de « catastrophique ». Parmi celles-ci, seules une victoire a été obtenue sur des étapes de courses du ProTour.

## Coureurs et encadrement technique

### Effectif
| Cycliste            | Date de naissance | Nationalité | Équipe 2008      |
| ------------------- | ----------------- | ----------- | ---------------- |
| Luca Barla          | 29 septembre 1987 | Italie      | Milram           |
| Gerald Ciolek       | 19 septembre 1986 | Allemagne   | Columbia         |
| Markus Eichler      | 18 février 1982   | Allemagne   | Milram           |
| Robert Förster      | 27 janvier 1978   | Allemagne   | Gerolsteiner     |
| Markus Fothen       | 9 septembre 1981  | Allemagne   | Gerolsteiner     |
| Thomas Fothen       | 6 avril 1983      | Allemagne   | Gerolsteiner     |
| Johannes Fröhlinger | 9 juin 1985       | Allemagne   | Gerolsteiner     |
| Artur Gajek         | 18 avril 1985     | Allemagne   | Milram           |
| Linus Gerdemann     | 16 septembre 1982 | Allemagne   | Columbia         |
| Servais Knaven      | 6 mars 1971       | Pays-Bas    | Columbia         |
| Christian Knees     | 5 mars 1981       | Allemagne   | Milram           |
| Christian Kux       | 3 mai 1985        | Allemagne   | Milram           |
| Martin Müller       | 5 avril 1974      | Allemagne   | Milram           |
| Dominik Roels       | 21 janvier 1987   | Allemagne   | Milram           |
| Thomas Rohregger    | 23 décembre 1982  | Autriche    | Elk Haus-Simplon |
| Matthias Russ       | 14 novembre 1983  | Allemagne   | Gerolsteiner     |
| Ronny Scholz        | 24 avril 1978     | Allemagne   | Gerolsteiner     |
| Björn Schröder      | 27 octobre 1980   | Allemagne   | Milram           |
| Wim Stroetinga      | 23 mai 1985       | Pays-Bas    | Ubbink-Syntec    |
| Niki Terpstra       | 18 mai 1984       | Pays-Bas    | Milram           |
| Martin Velits       | 21 février 1985   | Slovaquie   | Milram           |
| Peter Velits        | 21 février 1985   | Slovaquie   | Milram           |
| Paul Voss           | 26 mars 1986      | Allemagne   | 3C Gruppe        |
| Fabian Wegmann      | 20 juin 1980      | Allemagne   | Gerolsteiner     |
| Peter Wrolich       | 30 mai 1974       | Autriche    | Gerolsteiner     |

## Bilan de la saison

### Victoires
| Date       | Course                                   | Pays      | Classe | Vainqueur       |
| ---------- | ---------------------------------------- | --------- | ------ | --------------- |
| 12/02/2009 | Trofeo Calvia                            | Espagne   | 1.1    | Gerald Ciolek   |
| 18/04/2009 | 7e étape du Tour de Turquie              | Turquie   | 2.1    | Robert Förster  |
| 01/05/2009 | Grand Prix de Francfort                  | Allemagne | 1.HC   | Fabian Wegmann  |
| 31/05/2009 | Tour de Bavière                          | Allemagne | 2.HC   | Linus Gerdemann |
| 07/06/2009 | Grand Prix du canton d'Argovie           | Suisse    | 1.HC   | Peter Velits    |
| 09/06/2009 | 3e étape du Critérium du Dauphiné libéré | France    | PT     | Niki Terpstra   |
| 17/06/2009 | 1re étape du Ster Elektrotoer            | Pays-Bas  | 2.1    | Niki Terpstra   |
| 28/06/2009 | Championnat de Slovaquie sur route       | Slovaquie | CN     | Martin Velits   |
| 30/08/2009 | 2e étape du Tour d'Espagne               | Espagne   | HIS    | Gerald Ciolek   |

### Résultats sur les courses majeures
Les tableaux suivants représentent les résultats de l'équipe dans les principales courses du calendrier international (les cinq classiques majeures et les trois grands tours). Pour chaque épreuve est indiqué le meilleur coureur de l'équipe, son classement ainsi que les accessits glanés par Milram sur les courses de trois semaines.

#### Classiques
| Classique            | Milan-San Remo     | Tour des Flandres   | Paris-Roubaix       | Liège-Bastogne-Liège | Tour de Lombardie    |
| -------------------- | ------------------ | ------------------- | ------------------- | -------------------- | -------------------- |
| Coureur (classement) | Peter Velits (10e) | Martin Velits (63e) | Niki Terpstra (16e) | Fabian Wegmann (29e) | Fabian Wegmann (32e) |

#### Grands tours
| Grand tour           | Tour d'Italie          | Tour de France        | Tour d'Espagne        |
| -------------------- | ---------------------- | --------------------- | --------------------- |
| Coureur (classement) | Thomas Rohregger (29e) | Christian Knees (19e) | Christian Knees (43e) |
| Accessits            | -                      | -                     | -                     |

### Classement UCI
L'équipe Milram termine à la dix-huitième place du Calendrier mondial avec 182 points. Ce total est obtenu par l'addition des points des cinq meilleurs coureurs de l'équipe au classement individuel que sont Gerald Ciolek, 56e avec 88 points, Peter Velits, 86e avec 51 points, Linus Gerdemann, 108e avec 30 points, Johannes Fröhlinger, 184e avec 7 points, et Niki Terpstra, 193e avec 6 points.
| Rang | Coureur             | Points |
| ---- | ------------------- | ------ |
| 56   | Gerald Ciolek       | 88     |
| 86   | Peter Velits        | 51     |
| 108  | Linus Gerdemann     | 30     |
| 184  | Johannes Fröhlinger | 7      |
| 193  | Niki Terpstra       | 6      |
| 209  | Markus Fothen       | 4      |
| 215  | Dominik Roels       | 4      |
| 225  | Christian Knees     | 2      |
| 261  | Robert Förster      | 1      |